# Paizeis?
Paizeis? (en griego: Παίζεις?; en español: ¿Juegas?) es el segundo álbum de estudio de la cantante griega Kalomira, lanzado en Grecia y Chipre por la discográfica Heaven Music el 29 de noviembre de 2005.

## Canciones
1. "Ki Olo Perimeno" (Música y Letra: Giannis Stigas) – 3:55
2. "Tora" (Música: Harry K, Letra: Elias Philippou) – 3:47
3. "Einai Vradies" (Música: Harry K, Letra: Elias Philippou) – 3:03
4. "Paizeis?" (Música: Konstantinos Pantzis, Letra: Kaiti Bony) – 3:20
5. "Mystiko" (Música: Konstantinos Pantzis, Letra: Giannis Liontos) – 2:54
6. "Ta Party Mou Ragizoun Tin Kardia" (Música y Letra: Giannis Stigas) – 3:02
7. "Kleise Ta Matia Sou" (Música: Konstantinos Pantzis, Letra: Giannis Liontos) – 2:52
8. "Ena Ki Ena" (Música y Letra: Giannis Stigas) – 3:00
9. "Nyhtes Fotias" (Música: Kostas Celeste, Letra: Elias Philippou) – 3:03
10. "Mia Zoi" (Música: Konstantinos Pantzis, Letra: Tereza) – 4:47
11. "Rock U Love U" (ft Bo) (Música y Letra: Kalomoira) – 3:19
12. "Just Want You To Want Me" (Música y Letra: Kalomoira) – 4:05

## Sencillos
"Paizeis?"
El 25 de noviembre de 2005 el primer sencillo "Paizeis?" fue lanzado junto al lanzamiento desde su álbum homónimo.
"Ki Olo Perimeno"
El segundo single "Ki Olo Perimeno" fue lanzado en marzo de 2006 junto a su propio videoclip.

## Listas de ventas
| Listas          | Certificado por    | Posición máximas | Semanas en Lista |
| --------------- | ------------------ | ---------------- | ---------------- |
| Lista griega    | IFPI               | 10               | 11+              |
| Lista chipriota | All Records Top 20 | 2                | 15               |

- Datos: Q3311768